# 樫木裕実
樫木 裕実（かしき ひろみ、本名：樫木弘美、1963年4月14日 - ）は、東京都出身のボディメイクトレーナー。血液型AB型。

## 来歴
- 1963年、4人兄弟の末っ子として生まれる[1]。
- 短大卒業後ロンドンに2年間ダンス留学[1]し、帰国後女性だけのダンスユニット「Regina」を結成し23年間ステージ、イベントなどで活動した[1]。
- ダンスとフィットネス業界で同時に27年間携わり、その経験から様々なノウハウを取り入れたオリジナルメソッドを考案した[1]。
- 整形外科での加圧指導の経験も持つ[1]。
- 『CanCam』の2005年11月号でパーソナルトレーナーとして取り上げられた。
- その後女性向け雑誌を中心に、度々雑誌にエクササイズ監修として登場し、学研の『FYTTE』が「樫木式 カーヴィーダンス」を考案した。
- 1998年、35歳で結婚、1年後の1999年に離婚。
- 2009年に、STORY 4月増刊『美STORY』の企画「パーツ美女の美しき毎日」の中で“尻美女“として紹介され、「ヒップは、私にとってかなり重要! フェチなところもある……」と語り、自宅で簡単にできるヒップに効くエクササイズを紹介した[2]。
- 『BRUTUS』の「2011年のキーパーソン30人を知る本ガイド」で、ダイエットのキーパーソンとして推薦された。
- 2010年11月からは、雑誌『Body+』で「樫木裕実のエイジレスボディ魂」を連載している。
- 数多くの著名人のボディメイクを担当している[3]が、タレントほしのあきもその1人で「2008年頃から1週間〜10日に一度は仲良くトレーニングを行っている」[4][5]と語っている。
- 『CONTACT CAFE C』（メ〜テレ、2011年3月30日放送）にボディメイクトレーナーとしてゲスト出演。出演後の同番組ウェブサイトでは、番組スタッフの放送作家が「新米放送作家のつぶやき」として、“脱いでもスゴイ47歳”として紹介した[6]。

## 雑誌等監修

### 2009年
- FYTTE 12月号「鉄尻エクサで下半身やせっ!!」

### 2010年
- ゼクシィAnhelo 冬号「挙式日までのラスト3weeksの花嫁エクササイズ」
- 美的 8月号「魅せるバスト」
- FYTTE 8月号「生理周期別エクササイズ」
- FYTTE 3月号「カーヴィーダンスエクサ」
- ダイエットバイブルハイパー!10「鉄尻エクサ」

### 2011年
- an・an No.1745 2週間ダイエット「樫木流カーヴィーエクササイズ」
- AneCan 6月号「健康美人になる!」
- からだのこと。冬号「美パーツストレッチでメリハリやせ!」
- saita mook「2011年 頑張らなくてもやせる!」
- サンキュ! 2月号「1週間で下腹ペタンコダイエット大作戦」
- ゆほびか 2月号「年齢逆進! 美尻育成エクサ」

## 出版物
- ほしのあき著「ほしのボディ。」（2010年、学研マーケティング）監修、対談
- 「DVD付き 樫木式カーヴィーダンスで即やせる!」（2010年、学研マーケティング）
- 「DVD付き 樫木式カーヴィーダンスで部分やせ!」（2011年、学研マーケティング）
- 「DVD付き 樫木裕実カーヴィーダンスで楽やせ!」（2012年、学研マーケティング）

## メディア出演
- 情熱大陸（毎日放送、2011年8月7日）
- ソロモン流（テレビ東京、2012年2月26日）
- 毎日樫木re「カーヴィーボディ1週間美やせプログラム」密着ドキュメンタリー（BSフジ、2013年1月28日 - 3月29日）
- ENEOSテレビCM 「ENEOSカード」 カーヴィーダンス  篇（2013年8月） ※水川あさみ、エネゴリと共演。